# Pólipo
Pólipo é um tipo morfológico representante do filo cnidaria. Os membros deste filo são classificados em duas formas estruturais distintas: as medusas, que são de vida livre, e os pólipos, dos quais a grande maioria vive fixa em substratos (sésseis) como rochas e conchas. A forma medusa ocorre em todas as classes dos cnidários, com exceção do subfilo anthozoa — este subfilo é composto exclusivamente de pólipos.  
Os pólipos são muito mais diversos que as medusas, em grande medida por sua capacidade de reprodução assexuada e a formação de colônias. Estes podem viver solitários como o caso de algumas anêmonas ou formar colônias, como por exemplo, os corais (colônias sésseis) e as caravelas (colônias flutuantes). A maioria dos pólipos é de tamanho pequeno, mas algumas espécies de anêmonas-do-mar alcançam tamanhos gigantescos.

## Morfologia
Os pólipos possuem simetria radial o seu corpo apresenta forma tubular, com uma extremidade inferior (disco basal ou pé) fechada  e fixa ao substrato. Na extremidade superior está  a boca, abertura central geralmente rodeada por tentáculos moles e ocos, cujo número aumenta com a idade do organismo . 
A parede do seu corpo é formada por três tipos de camadas:  
- Epiderme: camada que reveste o corpo externamente, na qual se encontram células epitélio-musculares, células intersticiais e células de defesa e sensoriais.[2]
- Mesogleia: matriz gelatinosa não celular, localizada entre epiderme e a gastroderme que se estende do corpo até os tentáculos. Esta, possui função de preenchimento e sustentação, além de agir como um tipo de esqueleto elástico.[2]
- Gastroderme: reveste a cavidade gastrovascular, na qual há células nutritivo-musculares que produzem pseudópodos para englobar os alimentos  e células enzimático-glandulares que secretam enzimas digestivas.[2]

## Alimentação e digestão

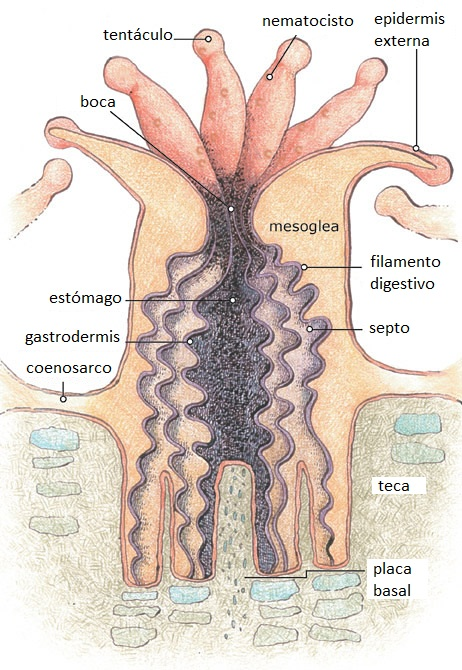
Estrutura morfológica do pólipo

A presença da boca e da cavidade digestiva tem importante significado evolutivo. Estas estruturas permitem que os alimentos possam ser ingeridos em maiores proporções vindos a serem digeridos na cavidade gastrovascular antes de penetrarem nas células. 
A maioria dos cnidários são carnívoros, e sua alimentação é feita através dos tentáculos carregados de nematocistos que capturam e encaminham a presa para a boca sendo é ingerida inteira. Inicialmente a digestão é extracelular, os movimentos da parede do corpo e dos flagelos das células auxiliam a liquefazer as partes moles do alimento, e as células enzimático - glandulares presentes na gastroderme produzem enzimas que facilitam a digestão. 
As células digestivas recolhem, então, as pequenas partículas com a ajuda de pseudópodes, terminando a digestão intracelular. Como estes indivíduos não possuem um sistema circulatório é na cavidade gastrovascular que é digerido e distribuído o alimento, (daí o nome gastro, de alimentação, e vascular, de circulação). As partículas não digeridas são expulsas pela boca, que funciona igualmente como ânus. Além de digerir e distribuição do alimento, a cavidade gastrovascular serve para circulação de água .

## Locomoção
A locomoção dos cnidários deve-se à presença de células contráteis ou mioepiteliais responsáveis por realizarem movimentos de contração e distensão, mas, estas não são células musculares verdadeiras Nos pólipos, estas células musculares trabalham em conjunto com a cavidade gastrovascular e um eficiente esqueleto hidrostático, para prover a movimentação. As células sensoriais são responsáveis por estímulos mecânicos, químicos e luminosos para ação do movimento.  A execução dos movimentos dá-se principalmente pela ocorrência dos cnidários serem os primeiros animais a apresentarem células nervosas (neurônios) que distribuem - se de modo difuso pelo corpo, o que é uma condição primitiva entre os animais.
A maioria dos pólipos são sedentários ou sésseis. Seus movimentos consistem basicamente nas ações de captura de alimento e contração do corpo. Muitos podem rastejar utilizando a musculatura do disco pedal, podem locomover-se de maneira "mede-palmos" ou "cambalhota".  As hidras e anémonas  as quais possuem forma de pólipos, deslocam-se soltando o disco basal e apoiando-se nos tentáculos. Podem, inclusive, utilizar os tentáculos como pernas e deslocar-se de cabaça para baixo durante parte do tempo. Algumas anêmonas como a espécie Actinostola, Stomphia podem se desprender do substrato e nadar por rápidas flexões ou curvaturas do seu corpo ou pelo batimento rápido dos tentáculos . Estas atividades natatórias são temporárias, freqüentemente em reação a presença de um predador.

## Reprodução
Os pólipos apresentam reprodução de dois tipos: Sexuada e Assexuada. Porém a forma mais frequente de reprodução dos pólipos é do tipo assexuado.
- Reprodução assexuada se dá por brotamento ou fissão binária. Os pólipos podem formar pequenos brotos que depois se desprendem, caindo no substrato no qual irão se fixar dando origem a um indivíduo adulto independente. Em alguns indivíduos, como nos corais, os pólipos permanecem unidos formando colônias[5].
- Reprodução sexuada, os pólipos  produzem testículos e ovários na parede lateral dos pólipos, em projeções arredondadas, sendo a maioria com sexos separados, embora existam espécies hermafroditas. As gônadas são estruturas temporárias, formadas a partir de células intersticiais da epiderme[5].

## Relações ecológicas

### Protocooperação

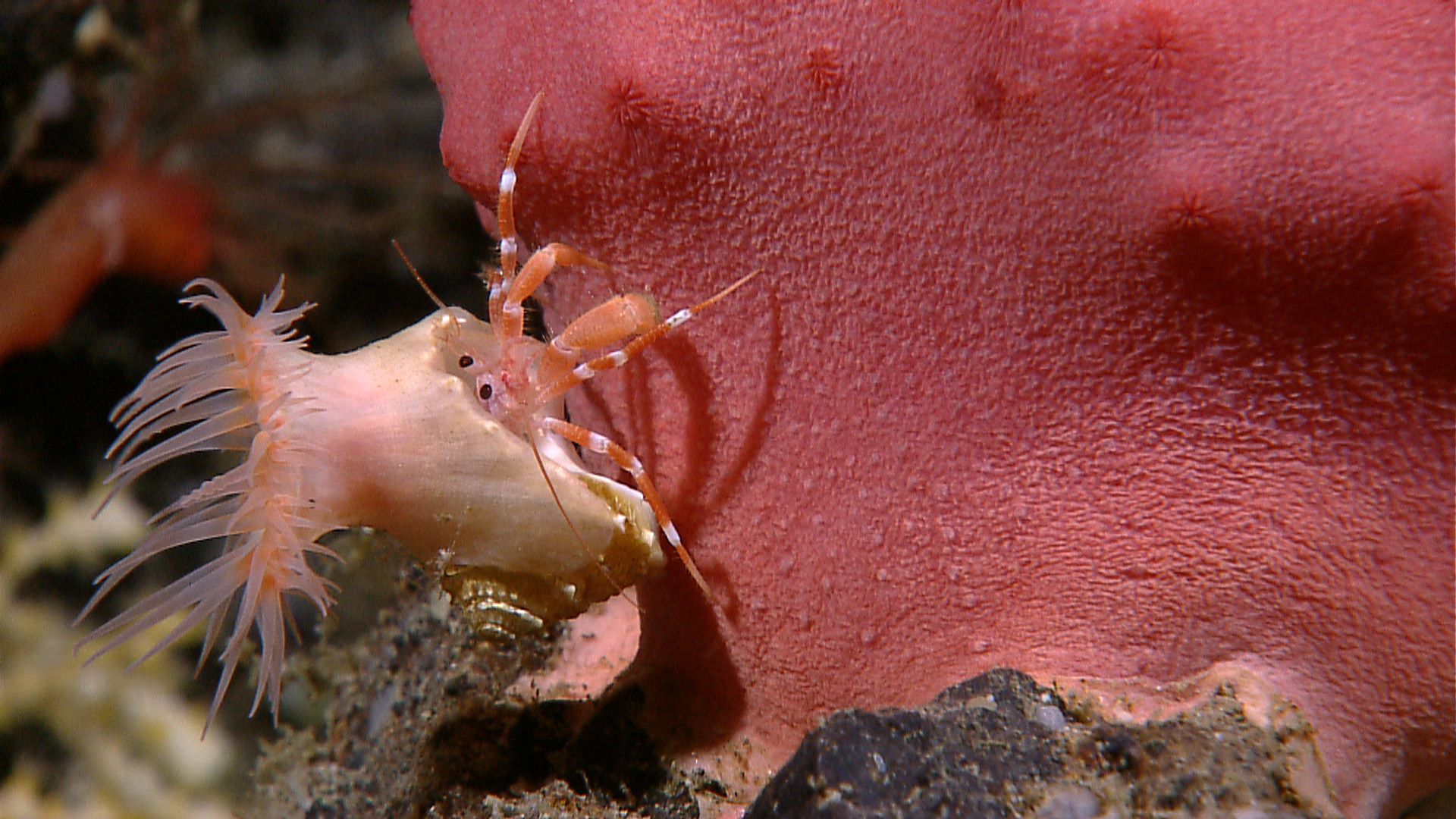
Anêmona sobre a concha do caranguejo

Relação ecológica existente entre anêmona (Adamsia obvolva) e o caranguejo ermitão (Eupagurusbernhardus), que se caracteriza como tipo de interação interespecífica com resultados harmônicos por gerar benefícios a ambas espécies. O ermitão transfere a anêmona para cima da concha em que habita, oferecendo mobilidade e permitindo melhor facilidade e variabilidade na captura dos alimentos. A anêmona o retribui fornecendo proteção e camuflagem, seus tentáculos possuem substancia urticante que protege o caranguejo contra possíveis ataques de predadores. Em muitos casos o afortunado caranguejo não precisa procurar conchas maiores durante suas sucessivas mudas. Isso devido ao disco pedal da anêmona que secreta uma cutícula quitinosa sobre a pequena concha ocupando pelo ermitão. A anêmona cresce em cima desta concha e oferece ao ermitão uma concha-vivente protetora,  um refugio espiralado denominado Carcinoecium.

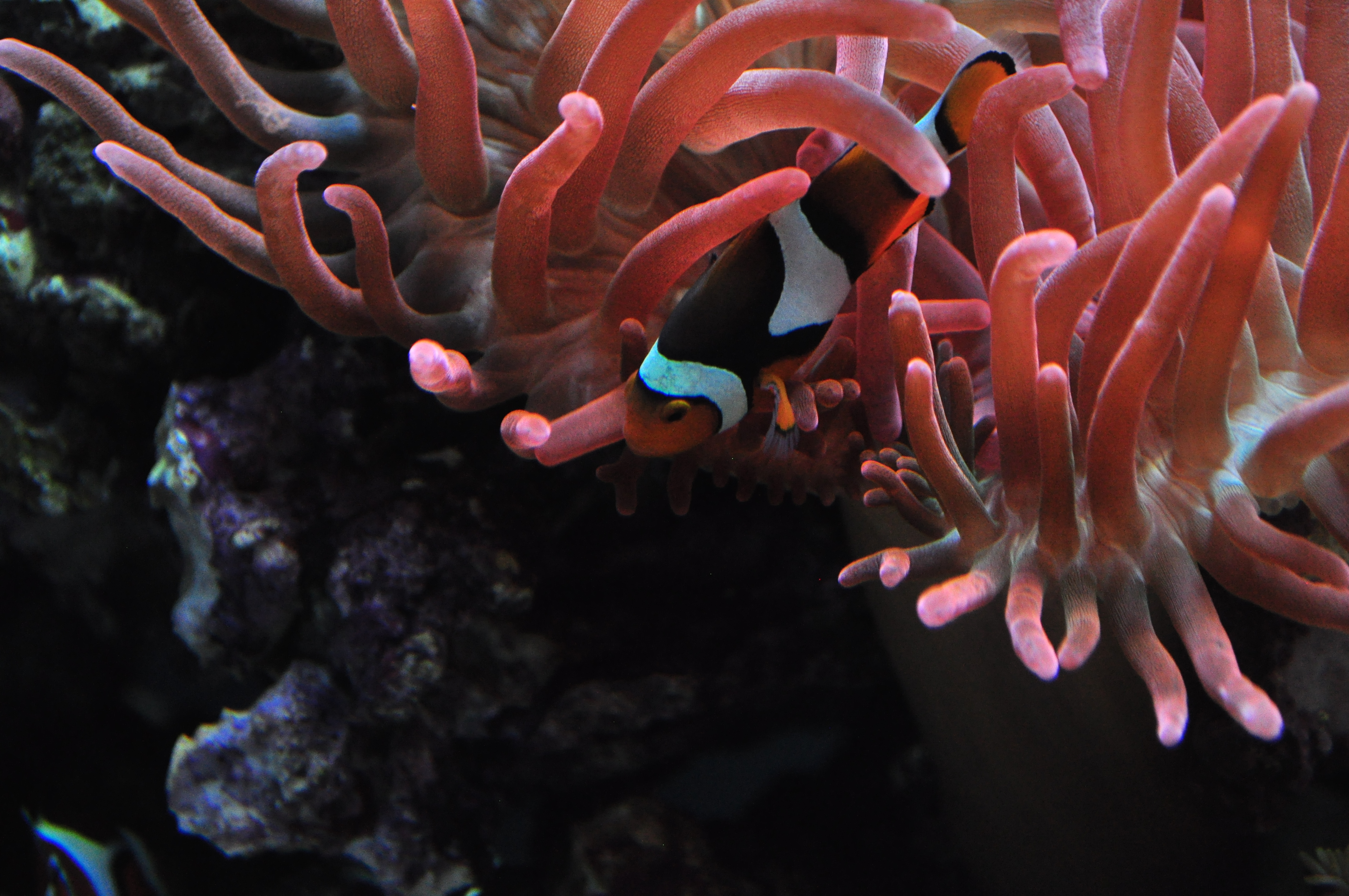
Peixe-palhaço e anêmona

Outro tipo de protocooperação é relação ecologia estabelecida ente anêmonas e peixes-palhaços, em que ambas as espécies se beneficiam. As anêmonas liberam substâncias químicas que atraem os peixes-palhaço, que são imunes ao seu veneno, devido à substância produzida pela mucosa que recobre o peixe impedindo as células urticantes de a anêmona disparar e liberar sua secreção venenosa. Na base das anêmonas os peixes-palhaço botam seus ovos, assegurando a proteção e a sobrevivência de sua prole. Em troca do abrigo, restos do alimento do peixe-palhaços são utilizados pela anêmona na sua alimentação. No entanto, algumas vezes esta associação termina em tragédia: quando os peixes-palhaços adoecem, por algum motivo desconhecido, perdem a imunidade e acabam sendo envenenado pela anêmona.

### Colônia

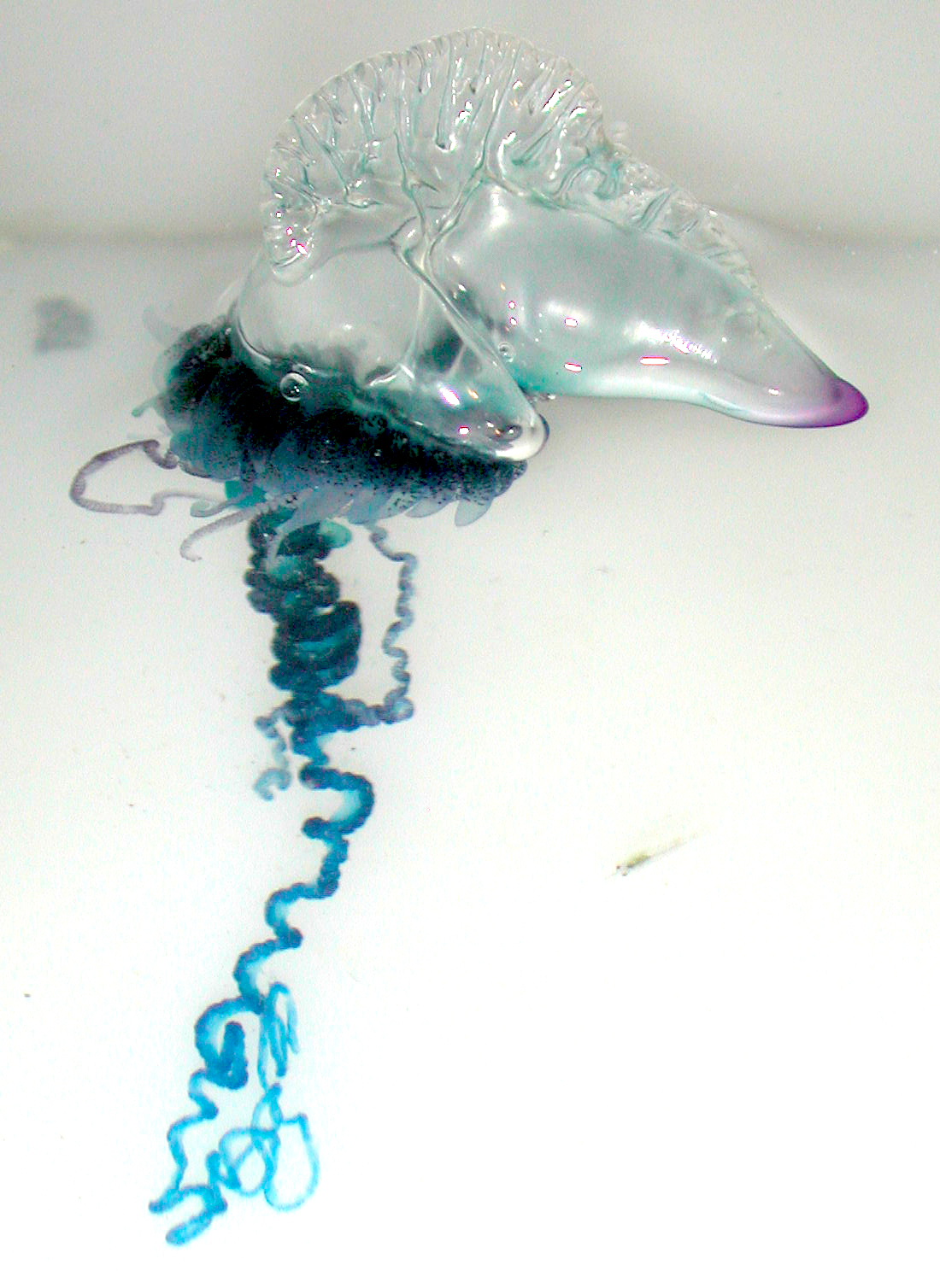
Caravela-portuguesa (colônia)

É um tipo de interação harmônica intraespecífica na quais organismos de uma mesma espécie são fisicamente unidos e trabalham por objetivos comuns à coletividade. As colônias podem ser isomorfas ou heteromorfas. As isomorfas são constituídas por indivíduos semelhantes que vivem unidos Como no caso dos corais, que são compostos por milhares de pequenos pólipos semelhantes. Cada pólipo possui uma estrutura corporal muito simples, constituída por uma camada dupla de células e uma abertura. Os pólipos vivem alojados em uma estrutura calcária que constroem. À medida que morre novos pólipos crescem por cima.Já as heteromorfas são compostas por indivíduos diferentes que possuem funções específicas e se unem de tal maneira que parecem um único ser. 

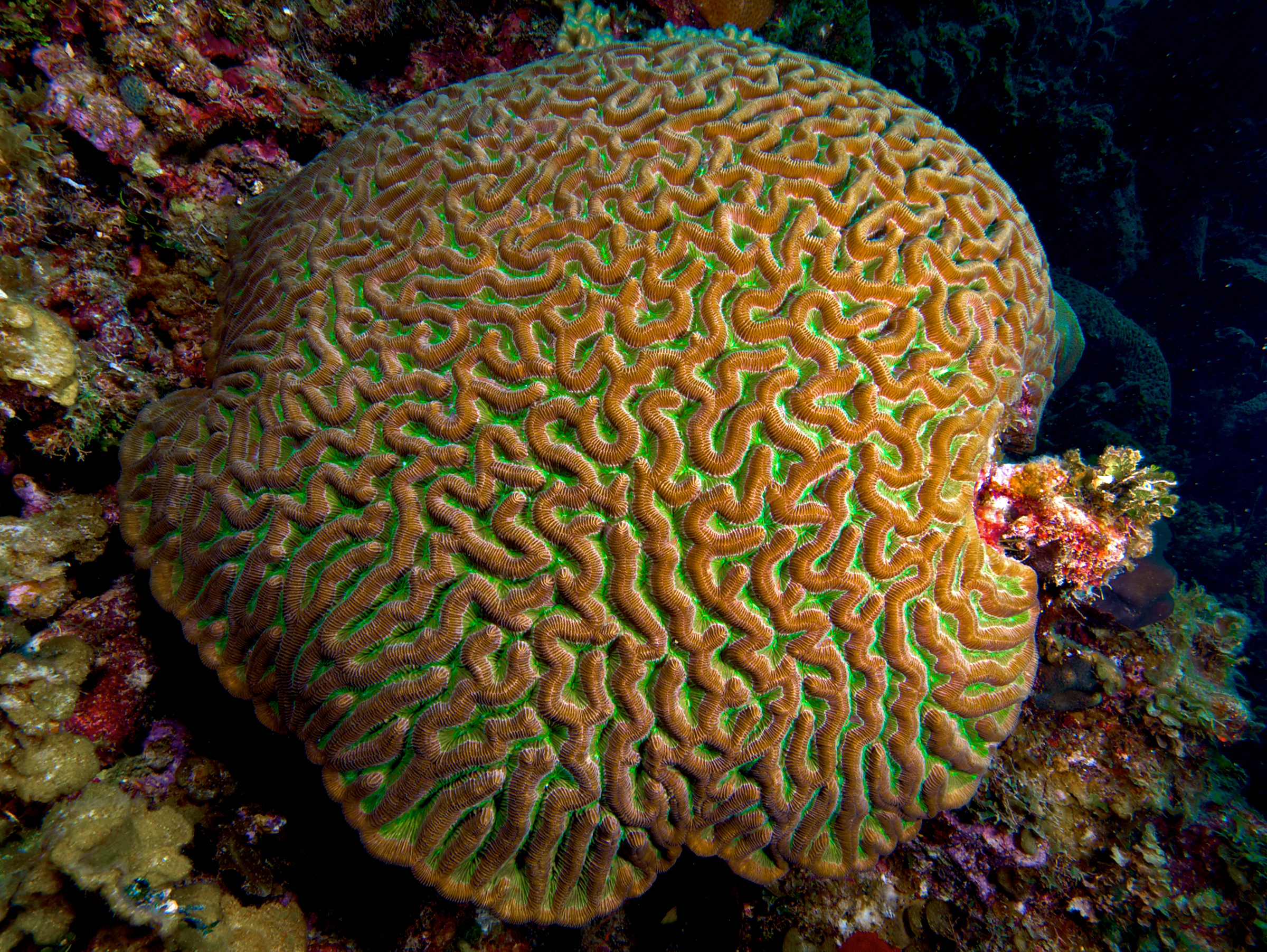
Colônia (coral cérebro)

As caravelas são pólipos e formam colônias heteromorfas. Elas são compostas por vários indivíduos diferentes, cada qual especializado em uma função. Eles são ligados uns aos outros de tal forma que não podem viver separados. Desse modo, nesta colônia existe os pólipos responsáveis pela defesa do grupo são alongados e possuem tentáculos com células urticantes. Os que cuidam da alimentação, possuem a abertura da boca e um sistema digestório bastante rudimentar. Aqueles que são especializados em produzir gametas e participar da reprodução. E há ainda os que são cheios de ar e flutuam, eles não se movimentam são levados pelas correntes e carregam todos da colônia juntos.